# Slavko Beda
Slavko Beda (Savina, Ljubno ob Savi, Slovenija, 17. listopada 1919. – Zagreb, 8. lipnja 1975.), hrvatski nogometni reprezentativac
Bio je od 1939. do 1945. igrač napada zagrebačke Concordije, potom od 1945. u NK Dinamu, u kojem je igrao do 1946.
Za hrvatsku nogometnu reprezentaciju nastupio 8. rujna 1941. u Bratislavi protiv Slovačke (1:1).
S Concordijom je osvojio Prvenstvo Hrvatske 1942. godine. Za Dinamo odigrao je 31 službenu utakmicu i postigao 22 pogotka. Svoj prvi gol za Dinamo Beda je postigao 30. rujna 1945. u Zagrebu, protiv splitskog Hajduka. Uz njegovo je ime vezan i prvi, vrlo uspješni nastup kluba nakon rata na međunarodnoj pozornici. 2. ožujka 1946. u Pragu, Dinamo je svladao čuvenu Slaviju s 2:1.
Igrao je desno krilo. Bio je brz i dobar dribler, znao je odlično upošljavati suigrače, kojima nakon njegovih centaršuteva nije bilo teško pogoditi protivničku mrežu.